# Catherine de Palatinat-Simmern
 (mars 2023).
Si vous disposez d'ouvrages ou d'articles de référence ou si vous connaissez des sites web de qualité traitant du thème abordé ici, merci de compléter l'article en donnant les références utiles à sa vérifiabilité et en les liant à la section « Notes et références ».
Catherine de Palatinat-Simmern (* 27 mars 1510, morte le 22 mars 1572 au monastère de Kumbd) était une abbesse du monastère de Kumbd.

## Biographie
Catherine était la fille aînée du duc Jean II de Palatinat-Simmern (1492-1557) de son mariage avec Béatrice de Bade (1492-1535), fille du marquis Christophe Ier de Bade. Elle était la sœur du prince-Électeur Frédéric III du Palatinat.
Catherine entra dans le Couvent de Kumbd, dont elle devient l'abbesse en 1563, et sous son règne, la Réforme a été instaurée. Le monastère a été supprimé en 1566 par son frère. L'abbesse et les religieuses sont restées au couvent jusqu'en 1574 puis Georges de Palatinat a récupéré les biens. Catherine est enterrée à Klosterkumbd.
Catherine s'est occupée de Médecine, et a développé de nombreux moyens contre diverses maladies. 152 recettes ont été publiées son neveu Louis VI du Palatinat en 1570, à Amberg, sous le titre “A capite ad calcem”.